# Шиверек, Бурхард
Шиверек Бурхард Свибертт (нем. Schivereck Burkhard Swibert; 1 марта 1742, Брилон, Германия — 29 августа 1806, Краков, Австрийская империя) — профессор химии и ботаники, доктор философии и медицины.

## Биография
Окончил естественное отделение университета Фульда (1759), медицинский факультет Венского университета (1775).
В дальнейшем работал в университете Инсбруке профессором ботаники и химии (1775—1782), деканом медицинского факультета (1778—1780), ректором (1781—1782). Впоследствии профессор ботаники и химии (1784—1805) Львовского университета, занимал должности декана медицинского факультета (1784—1786), ректора (1786—1787, 1798—1799). В этом университете организовал и возглавлял химическую лабораторию и ботанический сад. В 1806 году стал директором ботанического сада, профессором патологии и медицины Краковского университета.

## Научная деятельность
Занимался изучением флоры и грибов Тироля и Прикарпатья. Создал много микологических иллюстраций. Первый осуществил изучение химического состава минеральных вод Прикарпатья.

### Публикации
Основная публикация: Flora Tirolensis. Innsbruck, 1783 (соавт.).

## Признание
В честь ученого названы растения «Schivereckia podolica», «Tysselineum Schivereckii», род Шиверекия из семейства крестоцветных.